# Nawal El Moutawakel
Nawal El Moutawakel (Casablanca, 15 de abril de 1962) es una atleta marroquí, política y directiva deportiva marroquí. Ganó la medalla de oro de los 400 metros vallas en los Juegos Olímpicos de Los Ángeles 1984, convirtiéndose en la primera mujer de un país islámico que ganaba una medalla olímpica y en la primera mujer africana que ganaba una medalla de oro. Fue Secretaria de Estado de Juventud y Deportes (1997-1998) y Ministra de Deportes (2007-2009). Es miembro de la ejecutiva del Comité Olímpico Internacional (2008-2012 y 2020 - ) y fue vicepresidenta del COI de 2012 a 2016.

## Biografía
Empezó a correr con 15 años en una pista sucia y con gravilla, pero pronto se vio que era capaz de ganar a todos los chicos y chicas de su edad en las pruebas de velocidad. Por eso pasó a estar dirigida por el entrenador francés Jean François, que se convirtió en su mentor. Él fue quien la introdujo en los 400 m vallas, una prueba muy poco practicada por las mujeres en ese tiempo. Muchos decían que era un error porque Nawal era demasiado baja de estatura para pasar con soltura las vallas. Sin embargo su propio padre decía que los mejores regalos vienen en paquetes pequeños.

### Trayectoria deportiva
En 1981 participó en la Copa del Mundo de Roma corriendo los 100 m lisos en representación de África, acabando en último lugar. 
En los Campeonatos del Mundo de Helsinki 1983, llegó hasta las semifinales de los 400 m vallas, lo cual fue considerado un gran éxito en su país. Ese mismo año ganó el oro en los Juegos del Mediterráneo celebrados en Casablanca.
En Los Ángeles '84 era la primera vez que se celebraba la prueba de los 400 m vallas para mujeres en unos Juegos, y la victoria de Moutawakel fue una gran sorpresa pues no contaba como favorita. Sin embargo, dominó la carrera desde el principio y se impuso con una marca de 54,61s sacando más de medio segundo de ventaja a la estadounidense Judi Brown (plata con 55,20s) y a la rumana Cristeana Cojocaru (bronce con 55,41s).
Por esa época Nawal estudiaba en Estados Unidos, concretamente en la Universidad de Iowa donde había recibido una beca. Es su país se convirtió en una heroína nacional, e incluso el rey de Marruecos decretó que todas las niñas nacidas el día de su victoria tendrían que llevar el nombre de Nawal en honor a la campeona olímpica.
En 1985 ocupó el cuarto lugar en la Copa del Mundo celebrada en Camberra
En 1987 ganó la medalla de oro en los Juegos del Mediterráneo celebrados en Latakia, revalidando su título de cuatro años antes en Casablanca. Ese mismo año ganó el oro en la Universiada de Belgrado.

### Trayectoria como directiva en el deporte
Nawal El Moutawakel se retiró de las pistas en 1987, con solo 24 años, y se dedicó a partir de entonces a utilizar su imagen para promocionar el desarrollo de la mujer en el deporte, especialmente en los países islámicos.
En 1995 fue elegida miembro del Consejo Directivo de la Federación Internacional de Atletismo (IAAF) y tres años después, en 1998 la eligieron miembro del Comité Olímpico Internacional (COI). Dentro de este organismo. También fue la presidenta de la comisión evaluadora para decidir la ciudad sede de los Juegos Olímpicos de 2016. 
Desde 2018 está en la coordinación para los Juegos Olímpicos de la Juventud de Dakar 2022 y desde 2019 en la coordinación para las Olimpiadas de Los Ángeles 2028.

## Mujeres deportistas
Su triunfo en la olimpiada de Los Ángeles fue muy importante para el desarrollo deportivo de las mujeres en el mundo árabe, ya que abrió puertas que hasta entonces estaban cerradas en sociedades fuertemente patriarcales. Gracias a ello las mujeres tuvieron más facilidades para practicar deporte y en los años siguientes aparecieron otras mujeres árabes que destacaron en distintas pruebas, como la argelina Hassiba Boulmerka o la siria Ghada Shouaa, ambas campeonas olímpicas.